# Pankissi-Tal
Das Pankissi-Tal (georgisch პანკისის ხეობა Pankisis Cheoba; tschetschenisch ПӀаьнгиз(ан чӀож) Phängiz(an ç̇oƶ); russisch Панкисское ущелье Pankisskoje Uschtschelje) ist eine etwa drei Kilometer breite und rund 30 Kilometer lange Schlucht im Großen Kaukasus. Es liegt im nordöstlichen Georgien und gehört administrativ zur Munizipalität Achmeta. Das Pankissi-Tal ist die Heimat der muslimischen Kisten, einer Untergruppe der Tschetschenen.

## Geografie

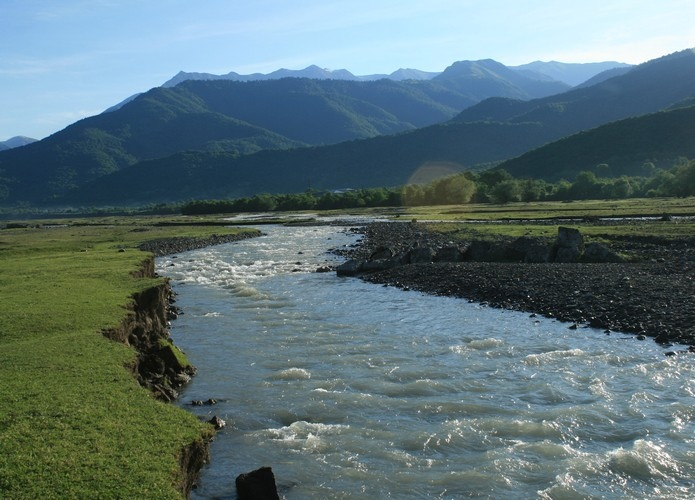
Der Flusslauf des Alasani im Tal

Das Tal wird vom Fluss Alasani durchflossen. Im Norden und Osten liegen Gebirgsketten des Großen Kaukasus, deren Gipfel bis zu 5000 m emporragen. Der Boden des Tals ist von Geröll bedeckt. Es wird vom Fluss im Frühjahr mit dem Schmelzwasser angeschwemmt.

## Geschichte

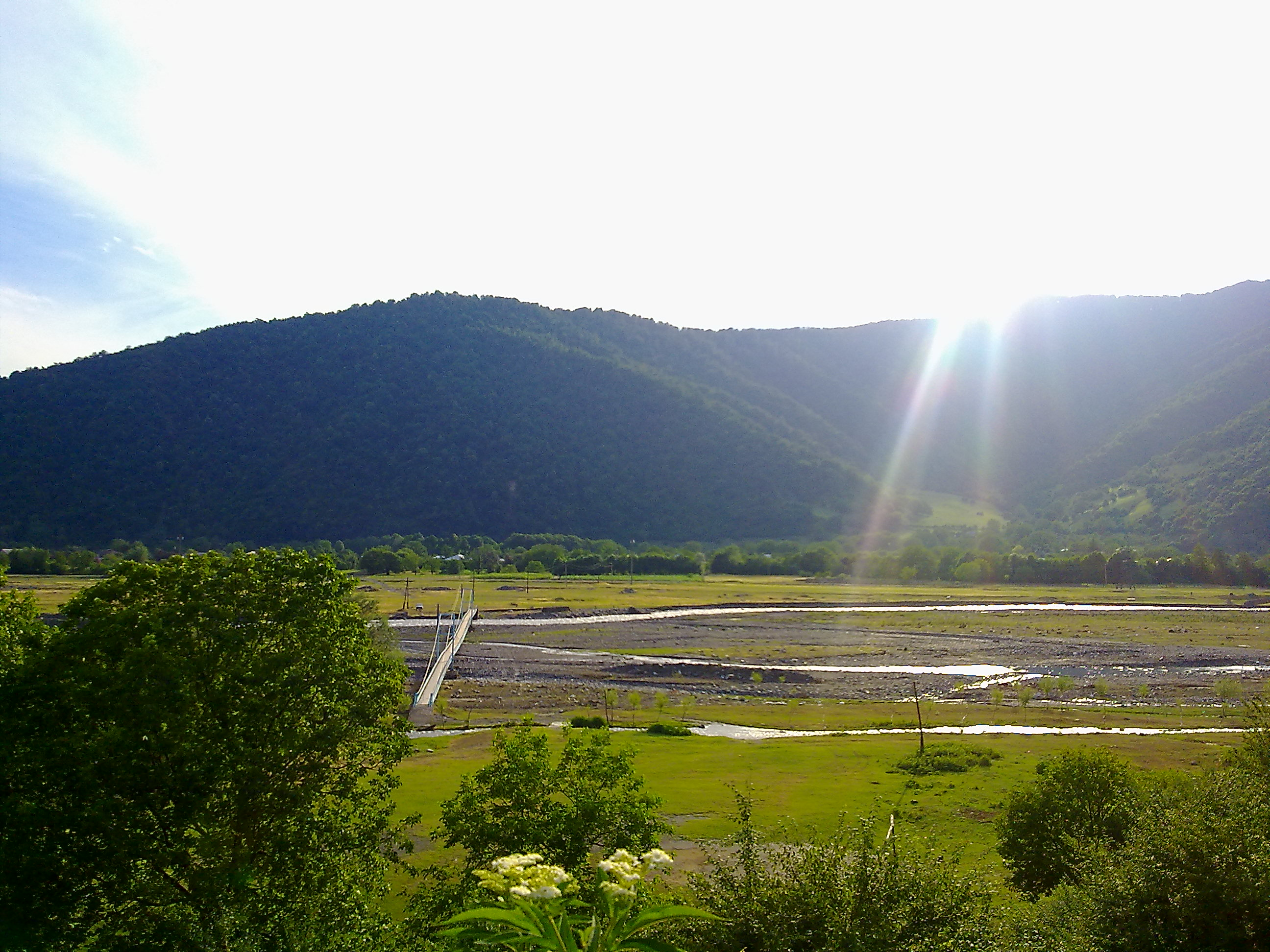
Das Tal

Das Tal ist seit dem 19. Jahrhundert Heimat der Kisten, einer inzwischen zumeist muslimischen Volksgruppe, die heute als Untergruppe der Tschetschenen gesehen wird. Sie leben vor allem in den Dörfern Birkiani, Dschokolo, Omalo und Duisi und gehen häufig der traditionellen Schafzucht nach. Die Tiere werden im Sommer in Hochtäler getrieben und im Herbst wieder zu Tal gebracht. Daneben gibt es im Tal auch einige traditionell von Osseten bewohnte Siedlungen, ebenso wie auch eine kleine Zahl an Georgiern dort ansässig ist. Eine Schätzung aus dem Jahr 1989 ergab, dass die Bevölkerung des Pankissi-Tals damals zu 43 % aus Kisten (Tschetschenen), zu 29 % aus Georgiern und zu 28 % aus Osseten bestand.
Seit dem Zusammenbruch der Sowjetunion veränderten sich diese Zahlen massiv: Im Ersten und Zweiten Tschetschenienkrieg kamen seit 1994 mehrere tausend tschetschenische Flüchtlinge über die Bergpässe ins Tal, während (aufgrund des Südossetien-Konflikts) ein großer Teil der Osseten aus Georgien floh. 2002 war die Mehrheit der Bewohner des Tals kistischer bzw. tschetschenischer und inguschetischer Herkunft.
Während der Tschetschenien-Kriege wurde das Tal als Rückzugsort für tschetschenische und ausländische Kämpfer benutzt. Das Gebiet war von islamischem Extremismus betroffen. Zu ihnen gesellten sich bald Waffen- und Drogenhändler, die die unübersichtliche Situation im Grenzgebiet nutzten. Es kam  zu Entführungen von Auswärtigen, die über Monate festgehalten wurden und erst gegen Lösegeldzahlung freikamen.
 Selimchan Changoschwili stammte aus dem Pankissi-Tal und gehörte zu den Unterstützern des Kaukasus-Emirats, bevor er im August 2019 im Kleinen Tiergarten in Berlin von Wadim Krassikow ermordet wurde.  Mit Abu Omar al-Schischani (gestorben 2016) stammte eine Führungsperson des Islamischen Staats (IS) aus dem Pankissi-Tal. Ein Imam namens Ajub Borchaschwili warb in Dschokolo für den Jihad, und immer wieder reisten junge Männer aus dem Tal ins Ausland, um sich dort islamistischen Gruppen anzuschließen. Borchaschwili wurde jedoch im Juni 2015 zu 14 Jahre Gefängnisstrafe verurteilt.
2008 verbesserte sich die Sicherheitslage in der Region allerdings merklich.
Im Juni 2017 schlossen Sufi und moderate Salafisten Frieden und wählten eine Volksversammlung.

## Politik
Nach Auffassung Russlands verwenden tschetschenische islamistische Terroristen das Tal als Aktionsbasis für Anschläge in Russland. Auf russischer Seite wurde die georgisch-russische Grenze zum Pankissi-Tal deshalb vermint. Russland drohte wiederholt Präventivschläge im Tal an und soll dort auch in den georgischen Luftraum eingedrungen sein.(Beleg?)
Seit 1999 überwachen etwa 40 OSZE-Beobachter die Grenz-Bergpässe zum Pankissi-Tal mit Helikoptern und Fußpatrouillen. Sie sind auf dem Stützpunkt Omalo in der georgischen Region Tuschetien stationiert. Die georgische Regierung riegelte das Tal zunächst weiträumig ab, hat es dann mehrfach militärischen Razzien unterzogen.(Beleg?)
Auch amerikanische Beobachter wussten um die Kriegskultur des Pankisi-Tals; Patrick Skinner bezeichnete 2014 das Tal noch als „Harvard of terrorist upbringing“.

## Tourismus
Bis zur Corona-Pandemie 2020 gab es ein Dutzend Guesthouses mit Rucksacktouristen aus Europa, den USA, Australien, Neuseeland, der Türkei und Saudi-Arabien. Die Pankisi Valley Tourism & Development Association bildete sich mit Frauen an der Spitze.